# Super Sacarino
Super Sacarino fue una revista de historietas editada por Editorial Bruguera entre 1975 y 1985, con 75 números publicados. Estaba encabezada por El Botones Sacarino de Francisco Ibáñez y, al durar mucho más que Sacarino, aparecida también en 1975, permitió que todos los personajes importantes del autor barcelonés gozasen de su propia revista.
Era su directora Monserrat Vives y contenía las siguientes series:
| Años       | Números | Título                                        | Autoría                             | Procedencia           |
| ---------- | ------- | --------------------------------------------- | ----------------------------------- | --------------------- |
| 23/07/1975 | 1, 2,   | El botones Sacarino                           |                                     |                       |
| 23/07/1975 | 1, 2,   | Apolino Tarúguez y su secretario              | Conti                               | Reedición             |
| 23/07/1975 | 1       | El Profesor Cerebelo                          | Ricardo                             |                       |
| 23/07/1975 | 1       | Durand y Dupont                               | Mart-Os                             | "Sacarino"            |
| 23/07/1975 | 1       | Facundo da la vuelta al mundo                 | Gosset                              |                       |
| 23/07/1975 | 1, 2,   | Maratón                                       | Jaume Ribera/Adolfo García          | Sacarino              |
| 23/07/1975 | 1       | Felipe el Gafe                                | Conti/Jan                           | Sacarino              |
| 23/07/1975 | 1       | Pillo y Bollo                                 | David                               | Sacarino              |
| 23/07/1975 | 1       | Domingón                                      | Gosset                              |                       |
| 23/07/1975 | 1       | Don Toribio, conserje                         | Enrich                              |                       |
| 23/07/1975 | 1       | Emerenciano Morfeo, sereno bastante feo       | Jorge                               | Reedición             |
| 23/07/1975 | 1       | Hug el troglodita                             | Gosset                              |                       |
| 23/07/1975 | 1, 2,   | Los cuentos de tío Vázquez                    | Vázquez                             |                       |
| 23/07/1975 | 1       | Sansón García Boniato, tiene cuerda para rato | Blas Sanchis                        | "Ven y Ven"           |
| 23/07/1975 | 1       | Aniceto, artista completo                     | Escobar                             | "El DDT"              |
| 23/07/1975 | 1       | Los Aristócratas                              | Alfredo Castelli/Ferdinando Tacconi | Historieta italiana   |
| 23/07/1975 | 1       | Don Berrinche                                 | Peñarroya                           |                       |
| 23/07/1975 | 1       | Koko Drilo                                    |                                     | International Feature |
| 1984       |         | Los Mercenarios                               | Carrillo                            |                       |